# Episodi de I misteri di Murdoch (diciassettesima stagione)
La diciassettesima stagione della serie televisiva I misteri di Murdoch, costituita da 24 episodi, è trasmessa in anteprima in Canada dalla CBC a partire dal 2 ottobre 2023.
La stagione è inedita in Italia.
| nº | Titolo originale                 | Titolo italiano | Prima TV USA     | Prima TV Italia |
| -- | -------------------------------- | --------------- | ---------------- | --------------- |
| 1  | Do the Right Thing, Part One     |                 | 2 ottobre 2023   |                 |
| 2  | Do the Right Thing, Part Two     |                 | 9 ottobre 2023   |                 |
| 3  | Murdoch and the Mona Lisa        |                 | 16 ottobre 2023  |                 |
| 4  | Bottom of the Barrel             |                 | 23 ottobre 2023  |                 |
| 5  | Station House of Horror          |                 | 30 ottobre 2023  |                 |
| 6  | Dying to be Enlightened          |                 | 6 novembre 2023  |                 |
| 7  | Cool Million                     |                 | 13 novembre 2023 |                 |
| 8  | The Cottage in the Woods         |                 | 20 novembre 2023 |                 |
| 9  | The Christmas List               |                 | 27 novembre 2023 |                 |
| 10 | Mrs. Crabtree's Neighbourhood    |                 | 1º gennaio 2024  |                 |
| 11 | A Heavy Event                    |                 | 8 gennaio 2024   |                 |
| 12 | Wheel of Bad Fortune             |                 | 15 gennaio 2024  |                 |
| 13 | Train to Nowhere                 |                 | 22 gennaio 2024  |                 |
| 14 | The Smell of Alarm               |                 | 29 gennaio 2024  |                 |
| 15 | Murdoch and the Treasure of Lima |                 | 5 febbraio 2024  |                 |
| 16 | Preacher Jimmy Wilde             |                 | 12 febbraio 2024 |                 |
| 17 | The Fantastic Mr. Fawkes         |                 | 19 febbraio 2024 |                 |
| 18 | Spirits in the Night             |                 | 26 febbraio 2024 |                 |
| 19 | A Most Surprising Bond           |                 | 4 marzo 2024     |                 |
| 20 | Rhapsody in Blood                |                 | 11 marzo 2024    |                 |
| 21 | Engaged to be Murdered           |                 | 18 marzo 2024    |                 |
| 22 | Why is Everybody Singing?        |                 | 25 marzo 2024    |                 |
| 23 | Smoke Gets in Your Eyes          |                 | 1º aprile 2024   |                 |
| 24 | For the Greater Good             |                 | 8 aprile 2024    |                 |